# Oliver Lafayette
Pour les articles homonymes, voir Lafayette.
Oliver Lafayette, né le 6 mai 1984, à Baton Rouge, en Louisiane, est un joueur américain naturalisé croate de basket-ball. Il évolue au poste d'arrière.

## Biographie
Le 9 juillet 2015, il signe en Italie à l'Olimpia Milan.

## Palmarès
- Champion de Lituanie 2013